# يحيى عبد المجيد
يحيى عبد المجيد (1925-13 ديسمبر 2020)، سياسي ووزير سوداني، شغل منصب الأمين العام لمؤتمر الأمم المتحدة الأول للمياه.

## الحياة المبكرة والتعليم
حصل يحيى على شهادة الهندسة المدنية من كلية غوردون التذكارية (التي تُعرف اليوم بجامعة الخرطوم) عام 1950، ثم واصل دراسته في علم المياه وأكمل درجته في الكلية الإمبراطورية للعلوم والتكنولوجيا.

## البحث والوظيفة
التحق يحيى بوزارة الري والطاقة الكهرومائية السودانية وشغل منصب وزيرها من عام 1971 إلى عام 1976 ومن عام 1977 إلى عام 1980. خلال هذه السنوات الثماني، ساعد في بناء سد الروصيرص، سد خشم القربة، ومشاريع ري أخرى. وقد اشتهر بمعارضته لبناء سد كجبار الذي كان له آثار كارثية على المنطقة.

اختار كورت فالدهايم، الأمين العام للأمم المتحدة آنذاك، يحيى أمينًا عامًا لمؤتمر الأمم المتحدة للمياه (UNWC)، في مار ديل بلاتا، الأرجنتين، في أواخر مايو 1976. تولى يحيى الحكم من سلفه الذي تركه بميزانية صغيرة وتاريخ من الفساد . لمساعدة مؤتمر الأمم المتحدة للمياه في مساعدة ماجد في وضعه، قدم مصطفى كمال طلبة أموالًا كبيرة لبرنامج الأمم المتحدة للبيئة (UNEP). ساهم يحيى في أن تكون مؤتمر الأمم المتحدة للمياه واحدة من أكثر المؤتمرات العالمية نجاحًا وفعالية التي استضافتها الأمم المتحدة على الإطلاق بفضل فهمه العملي للمياه وشخصيته الكاريزمية والإدارة الممتازة. في خطابه الافتتاحي أمام مؤتمر الأمم المتحدة للمياه، أشار عبد المجيد:
لن يُقاس نجاح هذا المؤتمر هنا في مار ديل بلاتا، وليس من جانبنا، بل بالأجيال القادمة على مدى العقدين المقبلين.

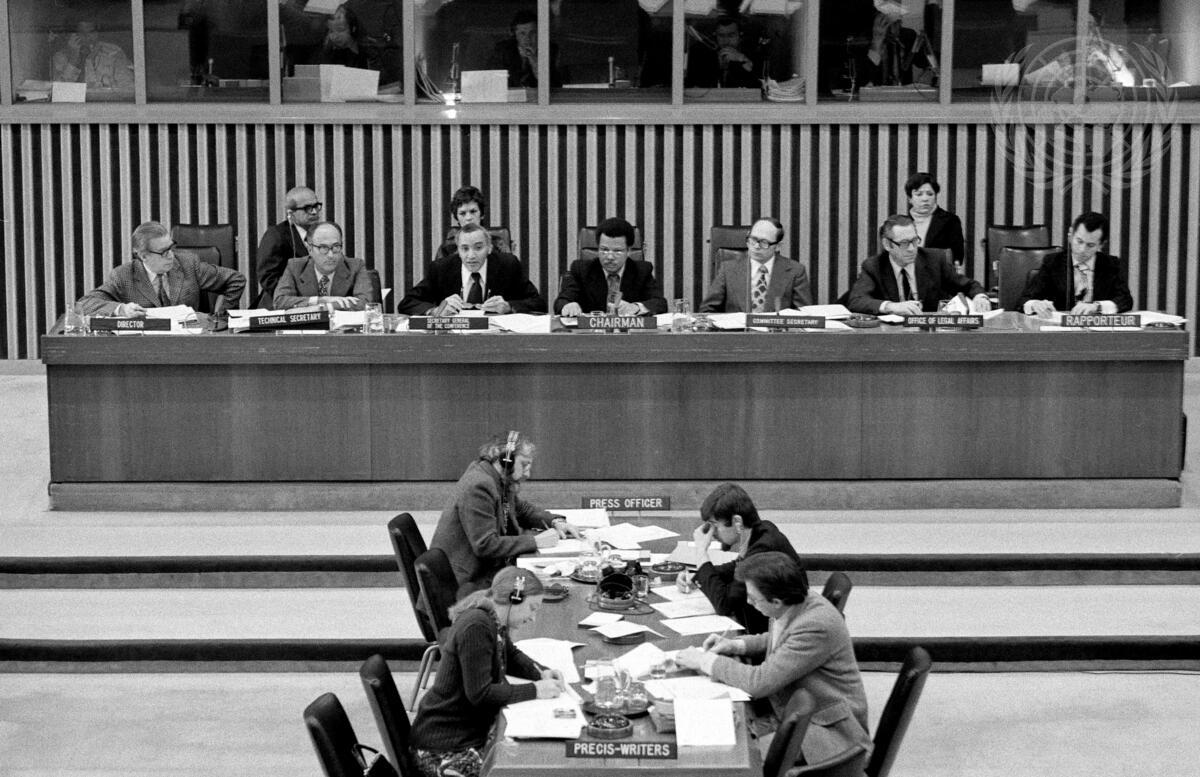
لجنة الموارد الطبيعية تعقد الدورة الخاصة الثانية كهيئة تحضيرية لمؤتمر المياه لعام 1977. يحيى عبد المجيد (الثالث من اليسار)، الأمين العام لمؤتمر المياه، يدلي ببيان. إلى يساره ليسلي أو.هاريمان (نيجيريا)، أعيد انتخابه رئيسًا للجنة.

من خلال هذه المعايير، لا شك في أن مؤتمر الأمم المتحدة للمياه حققت نجاحًا باهرًا. بالمقارنة مع وصوله، غادر يحي الأمم المتحدة في حالة أفضل بكثير.
يحيى ومصطفى كمال طلبة وأسيت ك. بيسواس جعلوا الثمانينيات تُعرف بالعقد الدولي لإمدادات المياه والصرف الصحي (IWSSD)، حيث سيتمكن جزء كبير من سكان العالم من الوصول إلى المياه النظيفة والصرف الصحي. بعد عدة مرات من اختتام مؤتمر مؤتمر الأمم المتحدة للمياه، عين طلبة ماجد وجيلبرت وايت وبيسواس في الاتحاد الدولي للموارد المائية (IWRA). حتى مغادرة طلبة لبرنامج الأمم المتحدة للبيئة في عام 1992، كان هذا المجلس يعقد اجتماعاته كل تسعة أشهر تقريبًا. تطور يحيى وأصبح مؤيدًا قويًا لـ IWRA. كان لديه مسؤوليات كبيرة في مؤتمرات المياه العالمية التي عقدتها IWRA في أوتاوا والقاهرة والرباط. فاز في انتخابات نائب الرئيس IWRA .
ثم عاد إلى السودان كمستشار للحكومة  ومنظمة اليونسكو  حول الموارد المائية والهيدرولوجيا بما فيها النزاعات الدولية حول نهر النيل .

## وفاه
توفي يحيى في الخرطوم، السودان، لأسباب طبيعية، عام 2021، عن 95 عامًا 

## الجوائز والتكريم
يحيى هو زميل مؤسس للأكاديمية الأفريقية للعلوم (1985)  وحصل على جائزة كريستال دروب IWRA في عام 1991.

## منشورات مختارة
- م. فالكنمارك، ج. ليند، ر.ج. تانر، يحي عبد المجيد (2019). الماء لعالم جائع . دوى: 10.4324/9780429267260.
- يحي عبد المجيد . حوض النيل: دروس من الماضي . سلسلة إدارة الموارد المائية: 2،1 صفحة 56-185.
- يحيى عبد المجيد (1 يناير 1993). إدارة المياه وتطويرها بطريقة سليمة بيئياً . المجلة الدولية لتنمية الموارد المائية . 9 (2): 155–165. دوى: 10.1080 / 07900629308722581 . ISSN 0790-0627.
- يحيى عبد المجيد (1984). قناة جونقلي: مشروع الحفاظ على النيل . المجلة الدولية لتنمية الموارد المائية. 2 (2-3): 85-101. دوى: 10.1080 / 07900628408722316 . ISSN 0790-0627.

## أنظر أيضا
- عابدين محمد علي صالح
- محمد حاج علي حاج الحسن
- احمد حسن الفحل

### روابط خارجية
- يحيى عبد المجيد، في Google Scholar .